# Лесовщина (Коростенский район)

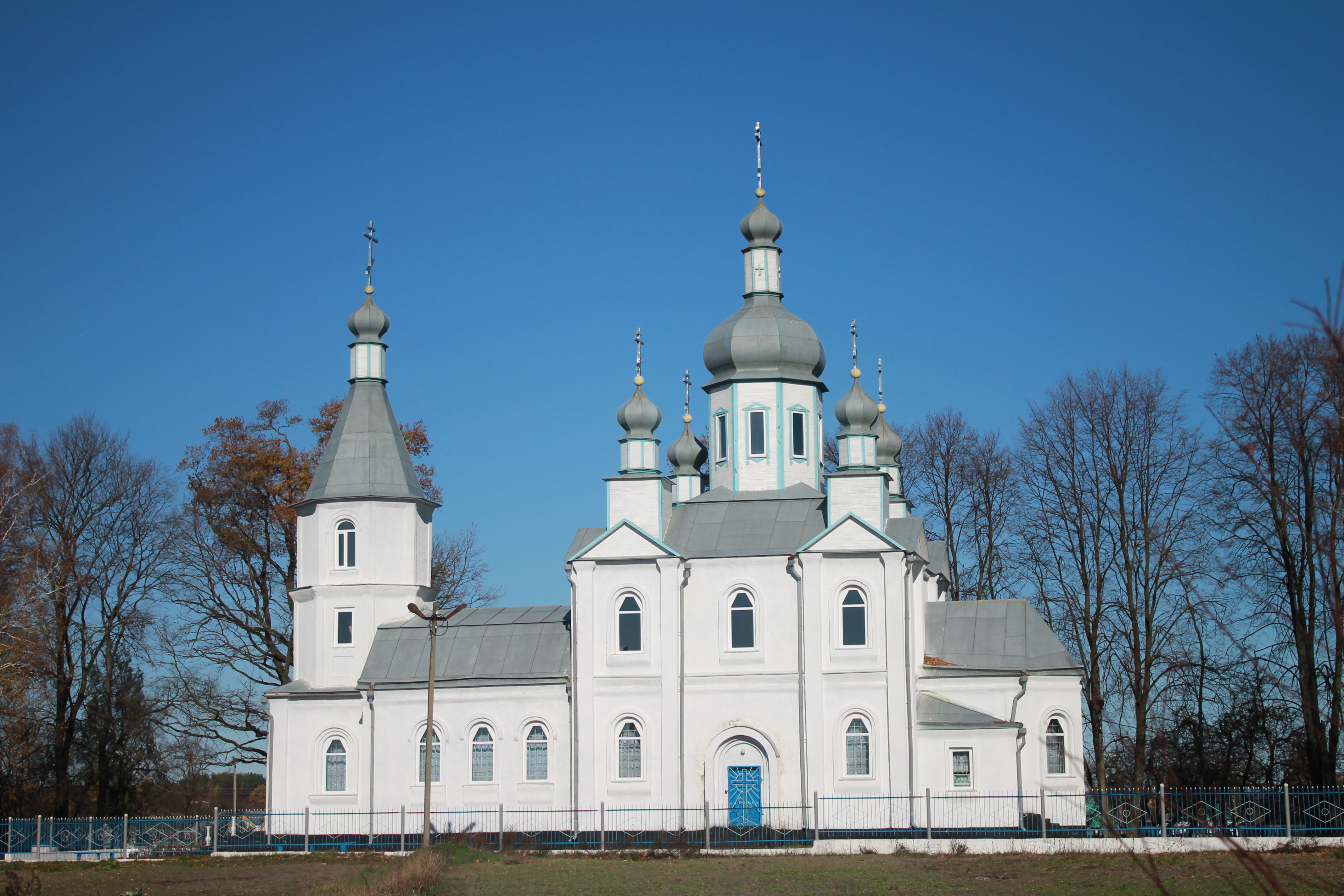
Церковь в Лесовщине

Лесовщи́на (укр. Лісівщина) — село на Украине, основано в 1501 году, находится в Коростенском районе Житомирской области.
Код КОАТУУ — 1822382801. Население по переписи 2001 года составляет 758 человек. Почтовый индекс — 11580. Телефонный код — 4142. Занимает площадь 3,543 км².

## Адрес местного совета
11580, Житомирская область, Коростенский р-н, с. Лесовщина, ул. Житомирская, 48